# 千頭暎臣
千頭 暎臣（ちかみ てるおみ、1902年（明治35年）8月11日 - 1983年（昭和58年）2月27日）は、元三菱信託銀行社長、会長。
土佐藩士で貴族院議員や錦鶏間祗候などを務めた千頭清臣の子として東京府（現・東京都）生まれる。
府立一中時代にはバロン西、迫水久常らが同期。第一高等学校を経て、1928年東京帝国大学法学部卒業後、三菱信託入社。三菱信託銀行第三代目社長。1968年藍綬褒章。のち代表権のある会長。80歳にて永眠。
| スタブアイコン | サブスタブ | この項目は、まだ閲覧者の調べものの参照としては役立たない、人物に関連した書きかけの項目です。この項目を加筆・訂正などしてくださる協力者を求めています（P:人物伝/PJ:人物伝）。 |